# Halvor Rødølen Opsahl
Halvor Rødølen Opsahl, né le 8 octobre 2002 à Lillehammer en Norvège, est un footballeur norvégien qui évolue au poste de défenseur central à l'HamKam.

## Biographie

### En club
Né à Lillehammer en Norvège, Halvor Rødølen Opsahl commence le football au Roterud IL avant d'être formé par le Lillehammer FK (en). Il rejoint l'Hamarkameratene au mois d'avril 2021 et prolonge son contrat avec le club dès le 24 mai 2021, le liant à HamKam jusqu'en décembre 2023.
Dès sa première saison il participe à la montée du Hamarkameratene en première division, le club étant même sacré champion de deuxième division.
Il est élu jeune talent Indre Østland en 2021, un prix récompensant les jeunes joueurs qui ont entre 16 et 19 ans.
Opsahl fait sa première apparition dans l'Eliteserien, l'élite du football norvégien, le 10 avril 2022, contre le Tromsø IL. Il entre en jeu à la place de Julian Dunn (en) et son équipe s'impose (2-1 score final).

### En sélection
Halvor Rødølen Opsahl représente l'équipe de Norvège des moins de 20 ans. Il joue un total de six matchs avec cette sélection, dont cinq comme titulaire. 
En juin 2023, Opsahl est convoqué pour la première fois avec l'équipe de Norvège espoirs.

## Palmarès
HamKam
- Championnat de Norvège de deuxième division (1) :
  - Champion : 2021.